# Brønderslevkredsen
Brønderslevkredsen er en opstillingskreds i Nordjyllands Storkreds.
Kredsen blev oprettet i 2007. Den består af Jammerbugt Kommune og Brønderslev Kommune.
Kredsen er dannet af de tidligere kommuner Fjerritslev, Brovst og Pandrup fra den tidligere Fjerritslevkredsen og Aabybro Kommune fra Aalborg Nordkredsen samt Brønderslev Kommune og Dronninglund Kommune fra den tidligere Sæbykredsen. Disse kredse lå i Nordjyllands Amtskreds
Kredsen består pr. 18. juni 2015 af følgende kommuner og valgsteder:
1. Brønderslev Kommune
  1. Agersted
  2. Asaa
  3. Dronninglund
  4. Flauenskjold
  5. Hjallerup
  6. Klokkerholm
  7. Brønderslev
  8. Stenum
  9. Thise
  10. Øster Brønderslev
  11. Hallund
  12. Jerslev
  13. Serritslev
2. Jammerbugt Kommune
  1. Aabybro
  2. Biersted
  3. Nørhalne
  4. Vedsted
  5. Gjøl
  6. Ingstrup
  7. Vester Hjermitslev
  8. Brovst
  9. Halvrimmen
  10. Arentsminde
  11. Tranum
  12. Skovsgård
  13. Fjerritslev
  14. Thorup
  15. Ørebro
  16. Trekroner
  17. Pandrup
  18. Kaas
  19. Hune
  20. Saltum

## Folketingskandidater pr. 25/11-2018

### Valgkredsens kandidater for de pr. november 2018 opstillingsberettigede partier
| Liste | Parti                       | Kandidat                          | Bemærk                          |
| ----- | --------------------------- | --------------------------------- | ------------------------------- |
| A     | Socialdemokratiet           | Ane Halsboe-Jørgensen (1)         |                                 |
| B     | Radikale Venstre            | Niels Arbøl (2)                   | Ny kandidat pr. 9.5.2017        |
| C     | Det Konservative Folkeparti | Line Vanggaard Heden Pedersen (3) | "Din lokale kandidat i Jerslev" |
| D     | Nye Borgerlige              | John Bjerg                        | Pandrup                         |
| F     | Socialistisk Folkeparti     | Henning Jørgensen                 |                                 |
| I     | Liberal Alliance            |                                   |                                 |
| O     | Dansk Folkeparti            | Ib Poulsen (4)                    | Ny kandidat pr. 18.1.17         |
| V     | Venstre                     | Henrik Jørgensen                  |                                 |
| Ø     | Enhedslisten                | Peder Hvelplund                   |                                 |
| Å     | Alternativet                |                                   |                                 |